# J. G. Irmler
J. G. Irmler war ein Klavierhersteller in Leipzig, Sachsen.
Die damals berühmte Irmler Piano Company wurde 1818 von Johann Christian Gottlieb Irmler in Leipzig gegründet. Irmler verbrachte den früheren Teil seines Lebens damit, Klavierbau und Design in Wien zu studieren, bevor er im Alter von 28 Jahren nach Leipzig zog. Irmlers Söhne Otto und Oswald lernten das Handwerk durch ein Studium in Wien, Paris und London. Ernst Irmler, ein enger Verwandter, war mehrere Jahre in der Firma tätig. Ernst Irmler baute von etwa 1850 bis 1860 in Leipzig auch eine Reihe von Klavieren unter seinem eigenen Namen. Ein besonderes Instrument von Ernst Irmler befindet sich in der Eric Feller Collection, der Sammlung des Pianisten Eric Feller. Das Instrument wurde zwischen 1852 und 1854 gebaut und trägt eine Signatur des Komponisten Franz Liszt.
Die Besitzer Emil und Otto Irmler erhielten eine k.u.k. Berufungsermächtigung an den österreichisch-ungarischen Hof.
Johann Christian Gottlieb Irmler starb 1857 und seine Söhne übernahmen die Kontrolle der Firma. Otto und Oswald Irmler modernisierten die europäische Klavierherstellung um 1861 mit dampfbetriebenen Maschinen. Die Firma genoss einen hervorragenden Ruf, und ihre Instrumente wurden als einige der besten in Europa bezeichnet. Oswald Irmler führte die Firma bis zu seinem Tod im Jahr 1905 weiter. Zu diesem Zeitpunkt übernahmen seine Söhne das Geschäft. Die Irmler Piano Company baute in Leipzig weiterhin hochwertige, teure Klaviere, bis sie in den 1950er Jahren ihren Betrieb aufgab.